# Panzerbrigade 100
De Duitse Panzerbrigade 100 was een Duitse Panzerbrigade van de Wehrmacht tijdens de Tweede Wereldoorlog. De brigade werd ingezet in bezet Frankrijk om leiding te geven aan eenheden, die uitgerust waren met buitgemaakte Franse tanks.

## Krijgsgeschiedenis

### Oprichting
Panzerbrigade 100 werd opgericht op 1 maart 1941 bij Versailles in Frankrijk uit staf van de opgeheven Panzerbrigade 8, onder bevel van OB West.

### Inzet

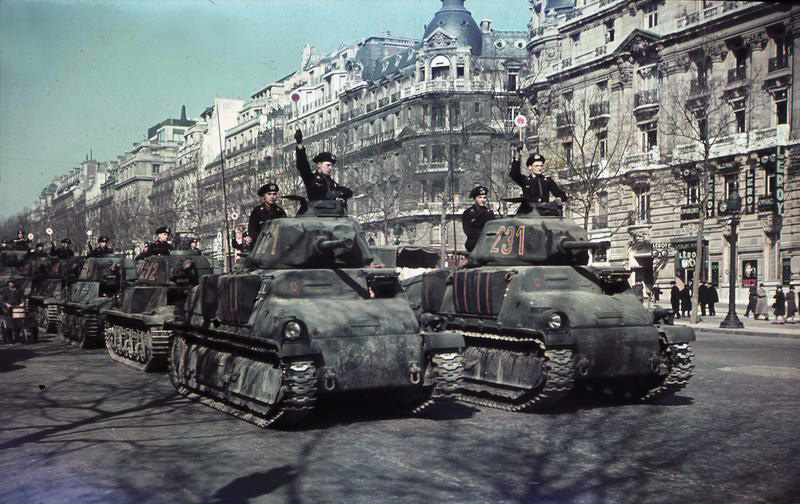
Parijs 1941 - Parade van buitgemaakte Franse Somua-S-35 en Hotchkiss-H-38 tanks in Duitse dienst op de Champs-Élysées

De brigade was opgericht om leiding te geven aan in Frankrijk gelegerde panzerregimenten, die uitgerust waren met buitgemaakte Franse tanks. Om te beginnen ging het hier om de Panzerregimenten 201 en 202. Nadat op 21 september 1941 de staf van Panzerbrigade 101 omgedoopt werd tot staf 23e Panzerdivisie, werden de onderliggende Panzerregimenten 203 en 204 ook onder Panzerbrigade 100 geschoven. Op 11 december 1941 werd Panzerregiment 201 afgegeven aan de 23e Panzerdivisie. Panzerregiment 202 werd op 5 januari 1943 omgedoopt in Panzerregiment 26 (26e Panzerdivisie). Panzerregiment 203 werd op transport naar het Oostfront gezet in december 1941 en daar werd in januari 1942 elk een bataljon toegewezen aan de Panzergrenadierdivisie “Groβdeutschland” en de 1e Panzerdivisie. Panzerregiment 204 werd op 25 september 1941 toegewezen aan de 22e Panzerdivisie. Vóór omdopen/toewijzen/transport werden alle vier de regimenten eerst opnieuw uitgerust met Duitse tanks. Aangezien de brigade voor “Beutepanzer” verantwoordelijk was, werden regelmatig nieuwe eenheden (vaak panzercompagnieën) toegewezen of weer weggehaald. In 1943 trad de School voor tankcompagnie-chefs in Versailles (Kompanieführerschule für Panzer-Truppen Versailles) onder bevel van de brigade.

### Einde
Panzerbrigade 100 werd in de herfst van 1943 omgedoopt in staf van de “General der Panzertruppen beim Oberbefehlshaber West”.

### Slagorde
- Panzerregiment 201
  - 2 bataljons, met elk 4 compagnieën (1 staf en 3 lichte)
  - staf met 8 tanks, elke lichte compagnie had 5x Panzerkampfwagen 35-S 739(f) en 12x Panzerkampfwagen 38H 735(f), reserve 6 tanks
- Panzerregiment 202
  - 2 bataljons, met elk 4 compagnieën (1 staf en 3 lichte)
    - min-of-meer gelijk aan Panzerregiment 201
- Panzerregiment 203
  - 2 bataljons, met elk 4 compagnieën (1 staf en 3 lichte)
    - min-of-meer gelijk aan Panzerregiment 201
- Panzerregiment 204
  - 2 bataljons, met elk 4 compagnieën (1 staf en 3 lichte)
    - min-of-meer gelijk aan Panzerregiment 201

## Commandanten
| Rang                                   | Naam                 | Begin             | Eind              |
| -------------------------------------- | -------------------- | ----------------- | ----------------- |
| Generalmajor                           | Johann Haarde        | 1 maart 1941      | 21 september 1941 |
| Oberst Generalmajor (vanaf maart 1943) | Botho Henning Elster | 21 september 1941 | herfst 1943       |